# Библиотека Белорусского государственного университета информатики и радиоэлектроники
Библиотека Белорусского государственного университета информатики и радиоэлектроники (сокращенно Библиотека БГУИР) — библиотека высшего учебного заведения в Белоруссии в области информационных технологий, радиотехники, электроники и телекоммуникаций: Белорусского государственного университета информатики и радиоэлектроники. Библиотека БГУИР размещена в 4 учебных корпусах университета в Минске. Имеет 7 читальных залов, 3 абонемента, 121 компьютерное рабочее место, беспроводную сеть Wi-Fi, каждый год обслуживает больше 12 тысяч читателей. Библиотечный фонд насчитывает более 1,2 млн экземпляров книг и периодических изданий.

## История
История библиотеки началась одновременно с основанием Минского радиотехнического института (МРТИ далее БГУИР) в 1964 году. В то время ее фонд насчитывал около 30 тыс. экземпляров книг, переданных новому вузу Белорусским политехническим институтом.
На 1970 г. книжный фонд библиотеки составил 218 125 экземпляров. В формировании книжного фонда библиотеки путем добровольной передачи части своего фонда принимали участие Государственная библиотека БССР им. В. И. Ленина, Правительственная библиотека им. А. М. Горького, библиотеки АН БССР и др. Для эффективного использования книжного фонда и удобства читателей библиотека организовала работу 15 библиотечек-передвижек в кабинетах и лабораториях кафедр. Для улучшения работы библиотеки из представителей кафедр и общественных организаций был создан Совет библиотеки, работал кружок повышения квалификации «Минимум библиотечной техники».
В 80-х годах библиотека располагала двумя студенческими читальными залами, залом для научных сотрудников, сотрудников института, залом периодики и домашнего абонемента. При общежитии функционировал студенческий читальный зал. Для удовлетворения запросов профессорско-преподавательского состава по межбиблиотечному абонементу выписывалась и получалась литература из других библиотек Советского Союза.
С 1992 года стал вестись электронный каталог библиотеки. В 2002 году разработан первый сайт библиотеки. В этом же году библиотека приобрела сетевую версию АИБС «MARC-SQL».
Для самостоятельной работы студентов с ноября 2004 года был открыт читальный зал "Электронная библиотека" — совместный проект ОАО «Приорбанк» и БГУИР. Открытие было приурочено к юбилею — 40-летию со дня основания БГУИР.
С 2008 года в библиотеке начала функционировать служба МБА и ЭДД — выполнение запросов пользователей на заказ документов по межбиблиотечному абонементу из фондов Национальной библиотеки Беларуси, Республиканской научно-технической библиотеки и Центральной научной библиотеки имени Я. Коласа Национальной академии наук Беларуси.
В сентябре 2009 года на базе традиционного студенческого читального зала в 4-м учебном корпусе БГУИР открылся Информационно-образовательный центр электронных ресурсов и услуг (ныне читальный зал № 2). С сентября 2011 года на абонементе начальных курсов в 4-м учебном корпусе БГУИР внедрена автоматизированная книговыдача по электронным студенческим билетам.
В 2010 году в работу библиотеки произошло внедрение системы менеджмента качества. Библиотека прошла сертификационный аудит системы менеджмента качества, цель которого подтверждение соответствия СМК предоставления информационных и библиотечных услуг библиотеки требованиям СТБ ISO 9001-2009 в Национальной системе подтверждения соответствия Республики Беларусь и соответствие требованиям DIN EN ISO 9001:2008 в немецкой системе аккредитации.
В 2012 году произошла модернизация всех читальных залов и абонементов библиотеки, позволяющая организовать электронную книговыдачу литературы.
В 2014 году сотрудниками библиотеки был создан репозиторий БГУИР — информационный ресурс открытого доступа, который содержит более 30 тыс. документов.
С 30 декабря 2020 года электронный каталог библиотеки заработал под управлением АИБС «МегаПро».

## Современное состояние
Библиотека БГУИР является библиотекой одного из крупнейших вузов Белоруссии. Располагает фондом технического профиля, насчитывающим более 1,2 млн экземпляров книг и периодических изданий. Она занимает площадь 1821,14 м2 и расположена в 4-х учебных корпусах по адресам: 2-й корпус — ул. П.Бровки,4; 3-й корпус — ул. П.Бровки,10; 4-й корпус — ул. Гикало,9; 8-й корпус — ул. Козлова, 28.
Ежегодно библиотека обслуживает более 12 тыс. читателей. В фонде библиотеки хранится коллекция литературы по технике, информатике, естественным наукам, нанотехнологиям, медэлектронике идр. Особое внимание уделяется электронным ресурсам и услугам библиотеки. В сентябре 2018 года открыт читальный зал электронных ресурсов в новом 8-м учебном корпусе БГУИР.
В библиотеке создана компьютерная инфраструктура.
Основной информационно-поисковой системой в библиотеке БГУИР является Электронный каталог.
Репозиторий БГУИР содержит более 30 тыс. документов.
В 2021 году на базе библиотеки совместно с Национальным центром интеллектуальной собственности был открыт «Центр поддержки технологий и инноваций». Центр обеспечивает онлайн-доступ к патентным и не патентным базам данных Всемирной организации интеллектуальной собственности, Евразийской патентной организации и Национального центра интеллектуальной собственности.
Приоритетные направления деятельности библиотеки БГУИР на современном этапе:
- создание и поддержка ресурсов открытого доступа;
- информационно-аналитическая деятельность, связанная с мониторингом и поддержкой публикационной активности исследователей БГУИР (библиометрические исследования; определение библиометрических показателей ученых, консультирование авторов по вопросам регистрации в международных системах идентификации ученых и др.);
- формирование информационной культуры пользователей (курс для студентов «Основы информационной культуры»; групповые занятия по формированию у студентов навыков работы с электронными ресурсами в рамках учебного процесса; консультирование по поиску информации);
- продвижение научно-образовательных ресурсов БГУИР в мировое информационное пространство (через создание ресурсов открытого доступа; размещение научных журналов БГУИР в международных базах данных РИНЦ и др.;
- продвижение БГУИР в международных рейтингах университетов)[7];

В библиотеке обеспечен доступ к ведущим научным мировым и национальным электронным информационным ресурсам виртуального читального зала.
Библиотека поддерживает инициативу БГУИР в продвижении инклюзивного образования.
Каждый год библиотека БГУИР организует более 70 книжных выставок, организует тематические просмотры, участвует в международном движении «Bookcrossing», регулярно проводит библиографические обзоры.

## Инновационные проекты
В 2023 году в рамках внутренней информационной системы «БГУИР: Университет» в личном кабинете студентов был внедрён раздел «Библиотека», интегрированный с автоматизированной информационно-библиотечной системой (АИБС) «МегаПро». Через данный раздел пользователи получают доступ к списку выданных книг, электронному каталогу, репозиторию, системе доставки документов, официальному сайту библиотеки и актуальным новостям. 
В системе электронного обучения Moodle LMS реализована интеграция с электронной библиотечной системой iBooks.ru. Преподаватели могут формировать списки рекомендованной литературы и добавлять прямые ссылки на учебные пособия в свои курсы, а студенты — получать доступ к материалам непосредственно из учебных программ.
Одним из значимых нововведений стала интеграция модуля книгообеспеченности, отображающего в учебных курсах списки литературы с указанием количества экземпляров, доступных в библиотечном фонде. Каждая позиция в списке является интерактивной и ведёт либо в электронный каталог, либо в репозиторий университета, что существенно упрощает поиск и использование учебных материалов.
В 2024 году на сайте библиотеки был реализован проект «Сквозной поиск», разработанный совместно с Центром информатизации и инновационных разработок. Система объединяет базы данных АИБС «МегаПро», репозиторий БГУИР и iBooks.ru, позволяя осуществлять поиск через единую строку, уточнять запросы по названию, автору и году издания, а также переходить к источникам информации через гиперссылки. Результаты поиска сортируются по дате публикации, обеспечивая быстрый доступ к актуальным материалам.
Внедрение современных цифровых решений, включая АИБС «МегаПро», интеграцию с Moodle LMS и создание единой точки доступа к библиотечным ресурсам, значительно повысило качество обслуживания, упростило навигацию по информационным системам и улучшило доступ к учебным материалам для студентов и преподавателей.

## Руководители библиотеки
- 1964—1971 гг. — Ковалев Иван Сидорович
- 1971—1979 гг. — Сазонова Надежда Николаевна
- 1979—1989 — Максимович Лилия Михайловна
- 1990—2020 — Сизова Людмила Анатольевна
- 2020 — по н. в. — Михайлова Анна Александровна